# Josef Heinhold
Josef Heinhold (* 4. Juli 1912 in Düsseldorf; † 5. April 2000) war ein deutscher Mathematiker, Informatiker, Hochschullehrer und Fachbuchautor.

## Leben
Josef Heinhold studierte an der Ludwig-Maximilians-Universität München und promovierte 1938 bei Oskar Perron mit der Dissertation Verallgemeinerung und Verschärfung eines Minkowskischen Satzes. Er habilitierte sich im Jahre 1940 mit der Habilitationsschrift „Zur Geometrie der Zahlen“ und vertrat sodann kommissarisch den Lehrstuhl für Geometrie von Richard Baldus.
Nach dem Zweiten Weltkrieg übernahm Heinhold an der Technischen Universität München das Extraordinariat von Josef Lense, nachdem dieser auf den Lehrstuhl von Georg Faber gewechselt war.
Im Jahre 1950 wurde Heinhold außerordentlicher Professor und im Jahre 1955 auf eine ordentliche Professur berufen. Er begründete das Institut für Angewandte Mathematik und wurde dessen erster Direktor. Im selben Jahr wurde Heinhold Geschäftsführer der Gesellschaft für Angewandte Mathematik und Mechanik (GAMM). Unter der Schirmherrschaft der GAMM und der Nachrichtentechnischen Gesellschaft (NTG) organisierte Alwin Walther im Oktober 1955 die erste internationale Tagung zur Computer-Entwicklung für Deutschland. Zu den Vortragenden gehörten u. a. Heinz Unger, Klaus Samelson, Sergei Alexejewitsch Lebedew und Bruno Thüring. Ein zentrales Thema war das Vorhaben, wie Nikolaus Joachim Lehmann es nannte, „eine einheitliche, exakte Notation zu schaffen, die eine automatische Umsetzung in Maschinenbefehle erlaubt“, wofür Alwin Walther die Bildung eines Arbeitsausschusses anregte. Diesen Vorschlägen folgend wurde 1956 unter Vorsitz von Josef Heinhold der GAMM-Fachausschuss für Programmieren gegründet (GAMM-FAP), der in entscheidendem Maße zur Entstehung von ALGOL beitragen sollte.
Zu seinen Doktoranden zählen Heinz Schecher, Ulrich Kulisch und Ludwig Fahrmeir. Als Heinhold im Jahre 1981 emeritiert wurde, folgte ihm Klaus Ritter auf den Lehrstuhl.

## Publikationen
- Verallgemeinerung und Verschärfung eines Minkowskischen Satzes. Dissertation, 1939.
- Zur Geometrie der Zahlen. Springer, 1941.
- Theorie und Anwendung der Funktionen einer komplexen Veränderlichen. Ein Lehrbuch für Studierende der Naturwissenschaften und Technik. Erster Band. Leibniz Verlag (Oldenbourg), München 1948.
- Mit Alwin Walther und Heinz Rutishauser: Diskussionsbeiträge bei der Computer-Tagung 1955 in Darmstadt. 1956
- Als Herausgeber: Fachbegriffe der Programmierungstechnik. Wörterverzeichnis für die Programmierung von Digital-Rechenanlagen mit Stichworten in fünf Sprachen, ausgearbeitet vom Fachausschuss Programmieren der GAMM. Oldenbourg, München 1959.
- Mit Friedrich L. Bauer, Klaus Samelson, Robert Sauer: Moderne Rechenanlagen. Eine Einführung. Teubner, 1964 (= Leitfäden der angewandten Mathematik und Mechanik. Band 5).
- Mit Karl-Walter Gaede: Ingenieur-Statistik. R. Oldenbourg, 1964; 4. Aufl. 1979.
- Mit Ulrich Kulisch: Analogrechnen. Eine Einführung. Bibliographisches Institut, Hochschultaschenbücher, Reihe Informatik, Mannheim 1969.
- Mit Herbert Fischer und Bruno Riedmüller: Aufgaben und Lösungen zur Linearen Algebra und Analytischen Geometrie. München, Hanser, 1971.
- Mit Bruno Riedmüller: Grundzüge der linearen Algebra für Fachhochschulen. Hanser, München 1974.
- Mit Bruno Riedmüller: Lineare Algebra und Analytische Geometrie. 2 Bände. Hanser, München 1971–1973.
- Lineare Algebra und Analytische Geometrie. Teil 1. 2. Auflage.  Hanser, München 1975
- Lineare Algebra und Analytische Geometrie. Teil 2. Hanser Verlag, München 1973
- Mit Karl-Walter Gaede: Aufgaben und Lösungen zur Ingenieur-Statistik. Oldenbourg, München 1973.
- Mit Karl-Walter Gaede: Zufall und Gesetz. Eine Einführung in die Wahrscheinlichkeitsrechnung und Statistik. Oldenbourg, München 1974: weitere Auflage 1982, ISBN 3-486-34541-9.
- Mit Karl-Walter Gaede: Grundzüge des Operations Research. Teil 1. Hanser, München 1976
- Einführung in die Höhere Mathematik. Teil 1: Grundlagen der linearen Algebra. Hanser, München 1976
- Mit Rudolf Albrecht: Grundlagen der Computer-Arithmetik. Springer, 1977, ISBN 3-211-81410-8.
- Mit Fred Behringer: Einführung in die Höhere Mathematik. Teil 2: Infinitesimalrechnung. Hanser, München, ISBN 3-446-12174-9.
- Mit Fred Behringer: Einführung in die Höhere Mathematik. Teil 3: Differentialgleichungen. Hanser, München, ISBN 3-446-12316-4.
- Mit Karl-Walter Gaede: Einführung in die Höhere Mathematik. Teil 4: Funktionentheorie. Hanser, München 1995, ISBN 3-446-12317-2.